# Араи, Масао
Масао Араи (яп. 荒井政雄 Араи Масао, 6 июня 1949, Ямагути — 9 ноября 2024, Ямагути) — японский борец вольного стиля, чемпион мира, призёр Олимпийских игр.

## Биография
Родился в 1949 году в городе Янаи префектуры Ямагути. В 1975 году стал чемпионом мира. В 1976 году завоевал бронзовую медаль Олимпийских игр в Монреале.
Умер 9 ноября 2024 года в своём доме в префектуре Ямагути в возрасте 75 лет.